# Standfussiana dalmata
Standfussiana dalmata är en fjärilsart som beskrevs av Otto Staudinger 1901. Standfussiana dalmata ingår i släktet Standfussiana och familjen nattflyn. Inga underarter finns listade i Catalogue of Life.